# Trigenerazione

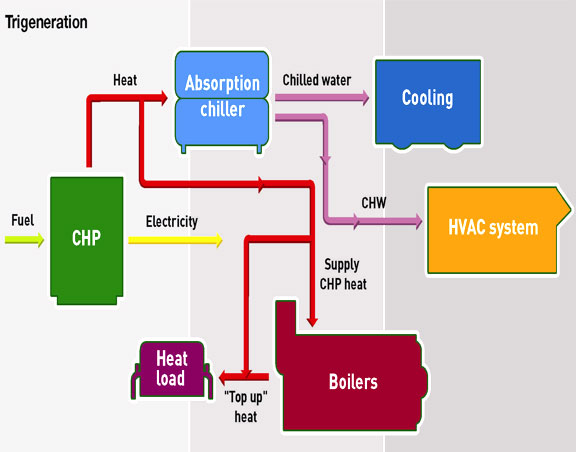
Ciclo della trigenerazione

La trigenerazione è un particolare campo dei sistemi di cogenerazione che, oltre a produrre energia elettrica, consente di utilizzare l'energia termica recuperata dalla trasformazione termodinamica anche per produrre energia frigorifera, ovvero fluidi refrigerati (generalmente acqua addizionata con glicole/antigelo) per il condizionamento o per i processi industriali, fino alla temperatura di -60 °C come acqua glicolata o ammoniaca liquida.

## Il processo
La trasformazione dell'energia termica in energia frigorifera è resa possibile dall'impiego del ciclo frigorifero ad assorbimento il cui funzionamento si basa su trasformazioni di stato del fluido refrigerante in combinazione con la sostanza  utilizzata quale assorbente. 
Le coppie di refrigerante/assorbente usate sono:
- acqua/bromuro di litio per temperature fino a 4 °C.
- ammoniaca/acqua per temperature fino a -60 °C.

L'efficienza del ciclo  (COP - coefficient of performance), definita come il rapporto fra  energia frigorifera in uscita e l'energia termica in ingresso, varia da 0.7 a 1.3 in funzione degli stadi di riconcentrazione della soluzione, della temperatura di alimentazione, della temperatura del fluido refrigerato e della temperatura di condensazione. Nei sistemi trigenerativi, l'evoluzione delle tecnologie costruttive consente, oggi, di alimentare il ciclo con acqua calda a partire da 60 °C, vapore, gas esausti di combustione.
Poiché l'energia meccanica necessaria ad un ciclo a compressione di vapore, nel ciclo ad assorbimento, è sostituita dall'energia termica, l'energia meccanica (quindi elettrica) è limitata  alla pompa del vuoto, alla pompa della soluzione e del refrigerante.
Rispetto alla generazione di sola energia elettrica, in un sistema di trigenerazione il rendimento globale aumenta perché viene sfruttata una maggiore percentuale del potere calorifico del combustibile; si tenga presente che le centrali termoelettriche convenzionali convertono circa un 1/3 dell'energia del combustibile in elettricità (il resto è perso in calore), mentre in un impianto trigenerativo più di 4/5 della stessa energia è sfruttata visto che il calore è recuperato direttamente (funzionamento cogenerativo) o come fonte per un ciclo frigorifero ad assorbimento (funzionamento trigenerativo).
Rispetto all'energia frigorifera i COP sono molto più bassi che nei condizionatori tradizionali, ma la sorgente energetica è il "poco pregiato" calore di scarto (proveniente dal processo di generazione elettrica) rispetto alla pregiata energia elettrica (migliore rendimento exergetico).

## Sistemi di trigenerazione
I sistemi di co-trigenerazione possono essere studiati e prodotti per funzionare con qualsiasi fonte primaria di calore. Questi sistemi oggi sono tecnicamente maturi ed economicamente convenienti per poter essere adottati diffusamente, tra le molteplici configurazioni possibili si citano:
- sistemi di cogenerazione con combustibili fossili;
- sistemi di trigenerazione con combustibili fossili;
- co-trigenerazione con impianti solari termici o termodinamici;
- co-trigenerazione con biogas;
- Sistemi ibridi di cogenerazione e trigenerazione.

## I vantaggi
I principali vantaggi della trigenerazione sono:
- riduzione dei costi dell'energia primaria;
- riduzione dei costi di gestione;
- maggiore energia elettrica disponibile;
- utilizzo del calore in esubero.